# UK Jive
UK Jive es el vigesimosegundo álbum de estudio de la banda británica de rock The Kinks, lanzado en 1989 a través de MCA Records. Fue su primer álbum en tres años, después del disco de 1986 Think Visual. Es un álbum conceptual que trata el tema de la sociedad moderna y tuvo una de las peores recepciones críticas de la banda.

## Lista de canciones
- Todas las canciones compuestas por Ray Davies, excepto donde se indique lo contrario.

1. "Aggravation" – 6:10
2. "How Do I Get Close?" – 5:07
3. "UK Jive" – 3:49
4. "Now and Then" – 3:32
5. "What Are We Doing?" – 3:38
6. "Entertainment" – 4:19
7. "War Is Over" – 3:41
8. "Down All the Days (To 1992)" – 4:57
9. "Loony Balloon" – 5:03
10. "Dear Margaret" (Dave Davies) – 3:27

### Pistas adicionales de la edición en CD
1. "Bright Lights" (Dave Davies) – 3:28
2. "Perfect Strangers" (Dave Davies) – 6:26

## Personal
- Ray Davies - guitarra, teclados, voz
- Dave Davies - guitarra, voz
- Jim Rodford - bajo
- Bob Henrit - batería